# Paul O’Dette

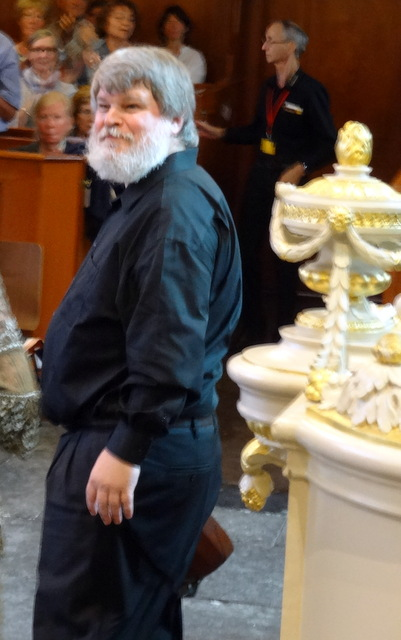
Paul O’Dette 2013 beim Festival für Alte Musik in Utrecht

Paul O’Dette (* 2. Februar 1954 in Pittsburgh) ist ein US-amerikanischer Lautenist, Theorbist, Gitarrist und Musikwissenschaftler.

## Leben und Werk
Paul O’Dette begann als Jugendlicher in Columbus, wo er aufwuchs, in einer Band Elektrogitarre zu spielen. Dies führte schließlich dazu, dass er Gitarrentranskriptionen von Lautenmusik spielte. Nach diesen musikalischen Erfahrungen entschied sich O’Dette, das Lautenspiel zu erlernen. Er erlernte zusätzlich auch das Spiel der Theorbe und der Barockgitarre. Er spezialisierte sich auf Renaissance und Barockmusik. Er studierte Alte Musik an der Schola Cantorum Basiliensis. Er praktizierte mittelalterliche und Renaissancemusik mit Thomas Binkley und dem Studio der frühen Musik, insbesondere Gitarre mit Christopher Parkening und Laute mit Eugen Dombois.
Paul O’Dette gab als Instrumentalist über lange Jahre hinweg Konzerte in Amerika und in Europa. Bekannt wurde er insbesondere mit seinen Renaissance-Lautenkonzerten. Neben seiner Tätigkeit als Lautenist wirkte O’Dette als künstlerischer Leiter des Boston Early Music Festival. Er dirigierte in Amerika wie in Europa auch regelmäßig Barockopern und Orchesterwerke.
O’Dette hat mehr als einhundert Tonträger eingespielt. Mehrere dieser Einspielungen wurden mit dem Record of the Year Award und drei mit dem Grammy Award ausgezeichnet. Alle der von O’Dette eingespielten CDs mit Lautenwerken von John Dowland wurden mit dem Diapason d’or ausgezeichnet.
O’Dette veröffentlichte zahlreiche Artikel zur Thematik der Historischen Aufführungspraxis. Seit 1976 ist O’Dette Leiter der Abteilung Alte Musik an der Eastman School of Music.

## Diskografie (Auswahl)
- Jean-Baptiste Lully, Thésée, Boston Early Festival Vocal & Chamber Ensembles, conducted by Paul O’Dette & Stephen Stubbs 3 CD CPO 2007
- Jean-Baptiste Lully, Psyché, Boston Early Festival Orchestra & Chorus, conducted by Paul O’Dette & Stephen Stubbs CD CPO 2007
- Marc-Antoine Charpentier, Actéon H.481, La Pierre Philososphale H.501, Boston Early Festival Vocal & Chamber Ensembles, conducted by Paul O’Dette e& Stephen Stubbs CD CPO 2010
- John Blow, Vénus et Adonis, Boston Early Festival Vocal & Chamber Ensembles, conducted by Paul O’Dette & Stephen Stubbs CD CPO 2011
- Marc-Antoine Charpentier, La Descente d’Orphée aux Enfers H.488, La Couronne de fleurs H.486, Boston Early Festival Vocal & Chamber Ensembles, conducted by Paul O’Dette et Stephen Stubbs CD CPO 2013
- Johann Sebastiani, Matthäus Passion, Boston Early Festival Chamber Ensemble, conducted by Paul O’Dette & Stephen Stubbs CD CPO 2007
- George Frideric Handel, Almira, Boston Early Music Festival Orchestra, conducted by Paul O’Dette & Stephen Stubbs CD CPO 2018
- Marc-Antoine Charpentier, Les Plaisirs de Versailles H.480, Les Arts Florissants H.487, Boston Early Festival Vocal & Chamber Ensembles, conducted by Paul O’Dette & Stephen Stubbs CD CPO 2019
- Michel-Richard de Lalande, Les Fontaines de Versailles, Le Concert d’Esculape, Boston Early Festival Vocal & Chamber Ensembles, conducted by Paul O’Dette & Stephen Stubbs CD CPO 2020